# Narayana Pandita
Nārāyaṇa Paṇḍita (sanskrit : नारायण पण्डित ; 1340–1400) est un mathématicien indien. D'après Plofker, ses textes sont les traités mathématiques en sanskrit les plus significatifs après ceux de Bhāskara II, en dehors de l'école du Kerala:52. Il est l'auteur du Ganita Kaumudi (en) (littéralement « Clair de lune des mathématiques ») en 1356 sur les opérations mathématiques. Ces travaux ont anticipé de nombreux développements en combinatoire.

## Biographie et œuvres
Tout ce que l'on sait de sa vie, c'est que :

« Le nom de son père était Nṛsiṃha or Narasiṃha et la distribution des manuscrits de ses œuvres suggère qu'il pouvait avoir vécu et travaillé dans la moitié nord de l'Inde. »

Narayana Pandita est l'auteur de deux ouvrages, un traité arithmétique appelé Ganita Kaumudi et un traité d'algèbre appelé Bijaganita Vatamsa. On pense également que Narayana est l'auteur d'un commentaire élaboré du Līlāvatī (en) de Bhāskara II, intitulé Karmapradipika (ou Karma-Paddhati). Bien que le Karmapradipika contienne peu de résultats originaux, on y trouve sept méthodes différentes pour élever des nombres au carré, une contribution originale due à l'auteur, ainsi que des contributions à l'algèbre et à l'étude des carrés magiques.
Les autres travaux majeurs de Narayana contiennent divers développements mathématiques, parmi lesquels une règle pour calculer les valeurs approchées des racines carrées, des recherches sur l'équation du second ordre nq2 + 1 = p2 à deux inconnues p et q (généralement appelée aujourd'hui équation de Pell-Fermat), des solutions d'équations de degré supérieur à deux, des opérations mathématiques avec zéro, plusieurs règles géométriques, des méthodes de factorisation d'entiers et une discussion sur les carrés magiques et les figures similaires. Narayana a également apporté des contributions sur le thème des quadrilatères inscriptibles. On lui attribue également le développement d'une méthode pour engendrer de façon systématique toutes les permutations d'une suite donnée.

## La suite des vaches de Narayana
Dans son Ganita Kaumudi, Narayana a proposé le problème suivant sur un troupeau de vaches et de veaux :

« Une vache produit un veau chaque année. À partir de sa quatrième année, chaque veau produit un veau au début de chaque année. Combien de vache et de veaux y aura-t-il en tout après vingt ans ? »

Traduit en termes de suites définies par récurrence, le problème consiste à calculer N20 où la suite (Nn) est définie par :
Nn = Nn–1 + Nn–3 pour n > 2,
avec les valeurs initiales
N0 = N1 = N2 = 1.
Les premiers termes sont 1, 1, 1, 2, 3, 4, 6, 9, 13, 19, 28, 41, 60, 88... suite A000930 de l'OEIS. Le rapport entre deux termes consécutifs tend vers le super nombre d'or (environ 1,466).
Les définitions de cette suite et du super nombre d'or sont très proches des définitions de la suite de Fibonacci et du nombre d'or.